# Serbien ved sommer-OL 2020
Serbien deltager under Sommer-OL 2020 i Tokyo som bliver afviklet i perioden 23. juli til 8. august 2021.

## Medaljer
| 2020 Tokyo | Guld | Sølv | Bronze | Total |
| Serbien    | 3    | 1    | 5      | 9     |

### Medaljevinderne
| Serbien under sommer-OL 2020 i Tokyo | Serbien under sommer-OL 2020 i Tokyo | Serbien under sommer-OL 2020 i Tokyo | Serbien under sommer-OL 2020 i Tokyo | Serbien under sommer-OL 2020 i Tokyo |
| Medalje                              | Navn | Sport                                | Event                                | Dato                                 |
| ------------------------------------ | --- | ------------------------------------ | ------------------------------------ | ------------------------------------ |
| Guld                                 | Milica Mandić | Taekwondo                            | Damernes +67 kg                      | 27. juli                             |
| Guld                                 | Jovana Preković | Karate                               | Women's 61 kg                        | 6. august                            |
| Guld                                 | Serbiens landshold- Gojko Pijetlović - Dušan Mandić - Nikola Dedović - Sava Ranđelović - Strahinja Rašović - Duško Pijetlović - Đorđe Lazić - Milan Aleksić - Nikola Jakšić - Filip Filipović - Andrija Prlainović - Stefan Mitrović - Branislav Mitrović | Vandpolo                             | Men's tournament                     | 8. august                            |
| Sølv                                 | Damir Mikec | Skydning                             | 10 meter luftpistol                  | 24. juli                             |
| Bronze                               | Tijana Bogdanović | Taekwondo                            | Women's 49 kg                        | 24. juli                             |
| Bronze                               | Serbiens landshold - Dušan Domović Bulut - Dejan Majstorović - Aleksandar Ratkov - Mihailo Vasić | Basketball                           | Mændenes 3x3 turnering               | 28. juli                             |
| Bronze                               | Milenko Sebić | Skydning                             | 50 meter riffel, helmatch            | 2. august                            |
| Bronze                               | Zurab Datunashvili | Brydning                             | Mændenes 87 kg græsk-romersk stil    | 4. august                            |
| Bronze                               | Serbiens landshold - Bianka Buša - Mina Popović - Slađana Mirković - Brankica Mihajlović - Maja Ognjenović - Ana Bjelica - Maja Aleksić - Milena Rašić - Silvija Popović - Tijana Bošković - Bojana Milenković - Jelena Blagojević                        | Volleyball                           | Damernes turnering                   | 8. august                            |